# Església parroquial de Sant Quirze de Besora
L'Església parroquial de Sant Quirze de Besora és una església barroca de Sant Quirze de Besora (Osona) inclosa a l'Inventari del Patrimoni Arquitectònic de Catalunya.

## Descripció
Edifici d'una sola nau amb corredors laterals i capelles. Amb planta de creu i absis quadrat, presenta el campanar integrat a la planta. És de planta quadrada i es troba a l'extrem sud-oest. La coberta és a doble vessant i, des de la darrera reforma, d'uralita. L'accés al temple es fa des del costat sud, on hi ha un porxo precedit d'una escalinata. Al seu interior, els corredors laterals són aprofitats per a col·locar-hi les diverses capelles, entre les quals destaca la dedicada a Sant Sebastià, als murs de la qual hi podem veure una carda, símbol del Gremi de Paraires i Teixidors que tanta importància tingué a la vila durant els segles XVII i XVIII.

## Història
Fou construïda vers 1771, en substitució d'una església romànica dedicada a Sant Quirze i Santa Julita. Per bé que és d'un estil barroc-neoclassicista poc definit, l'església comptava amb un retaule barroc de grans proporcions, que va ser destruït durant la Guerra Civil. Anteriorment fou objecte de saqueig durant la darrera Carlinada (1873), per la facció liberal. El 1979 va ser objecte d'una restauració consistent en l'emblanquinada dels murs, de tal manera que sols al presbiteri es poden veure les pintures barroques. Amb anterioritat a aquest data, hom restaurà la teulada tot cobrint-la d'uralita.